# Andy Merrifield
Andy Merrifield, nacido en Liverpool (Reino Unido) en 1960, es un ensayista y universitario marxista especialista en geografía y urbanismo.

## Biografía
Nacido en Liverpool en 1960, Andy Merrifield atiende los cursos de la Quarry Bank School hasta 1976. Abandona el colegio a los 16 años para viajar y vivir haciendo pequeños trabajos. A mediados de los años 1980, Merrifield obtiene diplomas universitarios de geografía, filosofía y sociología.
En 1993, Merrifield obtiene un doctorado (PhD) de la Universidad de Oxford bajo la supervisión de David Harvey.
Merrifield enseña después la geografía en la Universidad de Southampton y en el King's College London, antes de ir en el año 2000 a la Clark University (Estados Unidos). Poco después rompe con el entorno universitario y se va a vivir a Auvernia, a Lavoûte-Chilhac, al sur de Clermont-Ferrand. Escribe un libro sacado de esa experiencia, The Wisdom of donkeys publicado en 2008.
Merrifield vuelve al sistema académico en 2011. En 2011-12, es Leverhulme Fellow en la Universidad de Mánchester.
Después es Supernumerary Fellow en geografía humana en el Murray Edwards College de la Universidad de Cambridge.

## Ideas
Andy Merrifield es un ensayista prolífico y uno de los principales ideólogos de The Right to the City. En sus últimos trabajos, es más partidario del llamado politics of the encounter que del derecho al espacio urbano.
Merrifield se refiere con frecuencia a las teorías del filósofo francés Henri Lefebvre. Le consagra un libro en 2006 (Henri Lefebvre : A Critical Introduction).
Merrifield ha publicado artículos en diversas revistas de izquierda así como en medios generalistas (New Left Review y The Nation).
En 2005, Merrifield publica un ensayo sobre Guy Debord. En ese libro, Merrifield le da un gran papel a Alice Becker-Ho en la vida y las ideas de Guy Debord. Para Merrifield, Becker-Ho habría permanecido en la sombra mientras que su marido Guy Debord estaba en el primer plano, pero existiría una forma de gemelidad formando los dos el andrógino mítico que consiguió vivir la vida que habían soñado. Esta interpretación es rechazada por el ensayista vision Jean-Marie Apostolidès.
En su libro autobiográfico The Wisdom of donkeys, Merrifield cuenta como es posible vivir de forma diferente, tomando el tiempo para la reflexión, mientras emprende un viaje a través de Auvernia en compañía de un asno.

## Obras

### En inglés
- The New Urban Question, Pluto Press, 2014
- The Politics of the Encounter: Urban Theory and Protest under Planetary Urbanization, University of Georgia Press, 2013
- John Berger, Reaktion Books, 2012
- Magical Marxism: Subversive Politics and the Imagination, Pluto Press, 2011
- The Wisdom of Donkeys: Finding Tranquility in a Chaotic World, Bloomsbury, 2008
- Henri Lefebvre: A Critical Introduction, Routledge, 2006
- Guy Debord, Reaktion Books, 2005
- Dialectical Urbanism, 2002
- Metromarxism: A Marxist Tale of the City, 2002
- The Urbanization of Injustice, ed. with Erik Swyngedouw, NYU Press, 1997